# Keg Purnell
William „Keg“ Purnell (* 7. Januar 1915 in Charleston (West Virginia); † 25. Juni 1965 in New York City) war ein US-amerikanischer Schlagzeuger des Swing.
Purnell studierte 1932 bis 1934 am West Virginia State College und hatte 1938/39 ein Trio in New York. 1934/35 spielte und tourte er mit King Oliver, 1939 mit Thelonious Monk, 1939 bis 1940 bei Benny Carter und 1941 bis 1942 bei Claude Hopkins. 1945 war er bei Rex Stewart und dann bis 1948 und 1951/52 im Eddie Heywood Sextett. In den 1950er Jahren spielte er Dixieland Jam-Sessions in New York. 1953 nahm er mit Willie The Lion Smith auf.
Er nahm nie als Leader auf, aber mit Rex Stewart, Benny Carter, Eddie Heywood, Teddy Wilson, Ella Fitzgerald und anderen.